# 양커루
양커루(중국어 간체자: 杨可璐, 병음: Yáng Kêlù, 한자음: 양가로, 1999년 8월 10일 ~ )는 중국의 아이돌이며, GNZ48의 일원이다.